# مروبون، شهرستان کامبرلند، کنتاکی
مروبون (به انگلیسی: Marrowbone) یک منطقهٔ مسکونی در ایالات متحده آمریکا است که در شهرستان کامبرلند، کنتاکی واقع شده‌است. مروبون ۳٫۳۴ کیلومتر مربع مساحت و ۲۱۷ نفر جمعیت دارد و ۱۹۵٫۹۹ متر بالاتر از سطح دریا واقع شده‌است.